# كيني براون (عازف قيثارة)
كيني براون (بالإنجليزية: Kenny Brown)‏ هو عازف قيثارة أمريكي، ولد في 5 يوليو 1953 في سلما في الولايات المتحدة.

## وصلات خارجية
- كيني براون على موقع IMDb (الإنجليزية)
- كيني براون على موقع ميوزك برينز (الإنجليزية)
- كيني براون على موقع أول ميوزيك (الإنجليزية)
- كيني براون على موقع ديسكوغز (الإنجليزية)